# Simplexité

Fig. 1 : Mélange des lumières primaires.

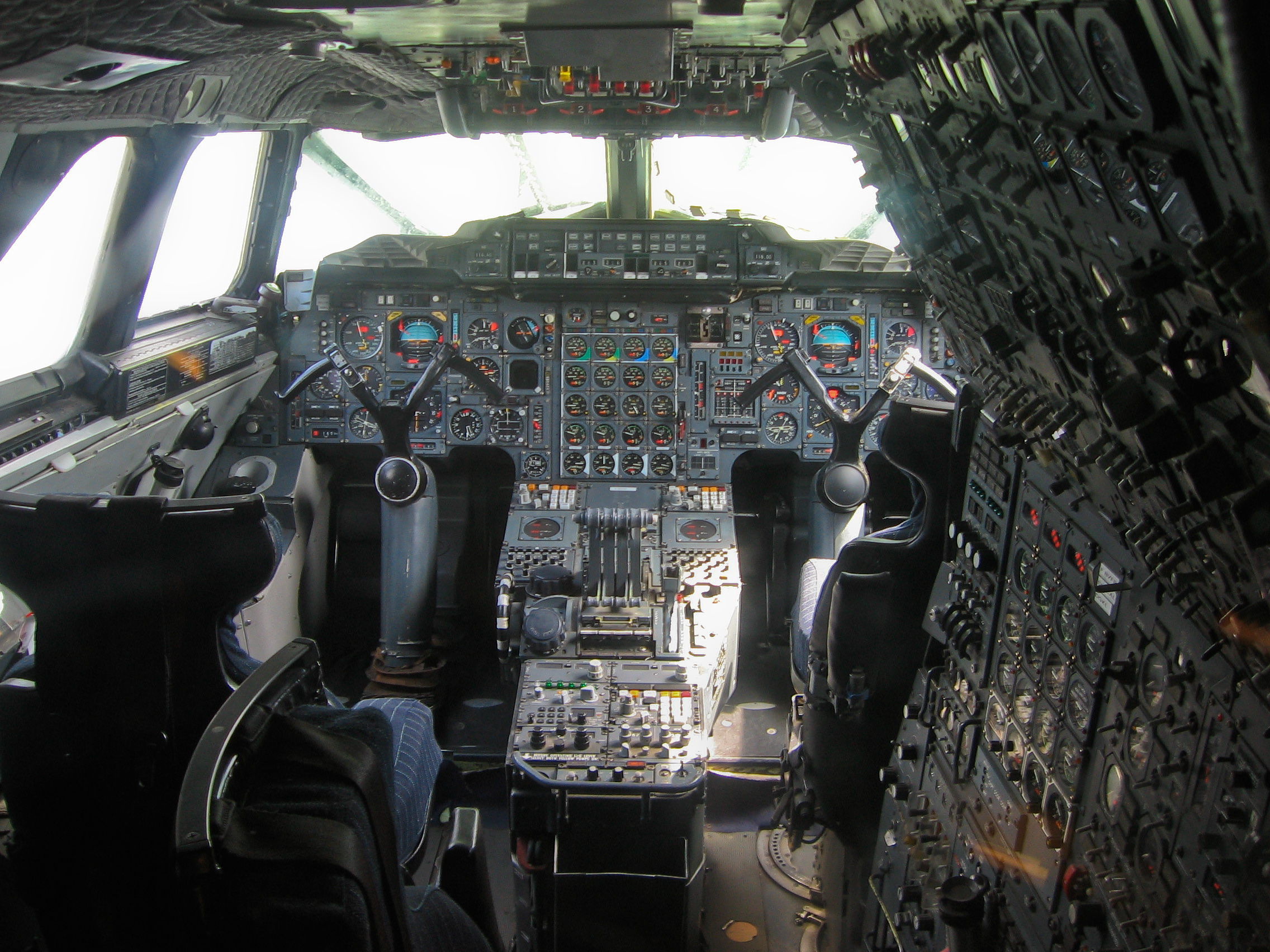
Fig. 2 : Cockpit complexe d'un Concorde

La simplexité est l’art de rendre simples, lisibles, compréhensibles les choses complexes. C'est une notion émergente et un domaine d'étude nouveau en systémique, ingénierie et neurosciences.
De même que complexe ne doit pas être confondu avec compliqué, simplexe ne doit pas être confondu avec simple.
Une « chose simplexe » est une « chose complexe dont on a déconstruit la complexité que l'on sait expliquer de manière simple ».
Rendre « simplexe un objet artificiel » est un « processus d'ingénierie complexe consistant à rendre simple et épuré un ensemble puissant de fonctionnalités ». Il s'agit alors de simplifier la complexité.

## Exemples
- phénomène complexe de la lumière expliqué simplement à l'aide des équations de Maxwell appliquées aux ondes électromagnétiques (cf fig. 1),
- l'interface homme-machine intuitive et simplexe des smartphones.

## Domaines d'application
- Design logiciel des interactions homme-machine,
- Conception de tableaux de bord automobiles ou aéronautiques (cf fig. 2).

## Quelques pensées à méditer
- « La perfection n'est pas atteinte quand il n'y a plus rien à ajouter mais quand il n'y a plus rien à enlever » [5] - Antoine de St Exupéry